# Parts of Holland
Parts of Holland var en grevskap 1889–1974 när det uppgick i Lincolnshire, i England. Grevskap hade 103 327 invånare år 1961. Boston var det administrativa centrumet.

## Distrikt
- Boston
- Boston
- Crowland (fram till 1932)
- East Elloe
- Holbeach (fram till 1932)
- Long Sutton (fram till 1932)
- Spalding
- Spalding
- Sutton Bridge (fram till 1932)[3]